# Vympel

Emblema da Vympel

Vympel (flâmula em russo), também conhecido como Grupo Vega ou Spetsgruppa V, é uma unidade de forças especiais russa.
A linhagem exata da Vympel não é conhecida, mas sabe-se que foi criada em 1981 pelo general da KGB Drozdov dentro primeiro diretório chefe da KGB, com o propósito de ser uma unidade especializada em espionagem profunda, sabotagem, operações de encobrimento, proteção das embaixadas soviéticas e célula de espionagem em caso de guerra. A maioria dos componentes da Vympel falava duas ou três línguas estrangeiras, por causa de operarem em países estrangeiros, bem no fundo das linhas inimigas.
A Vympel rapidamente ganhou reputação de ser a melhor força especial da União Soviética, superando a GRU e MVD. No entanto, depois do colapso da URSS, Vympel foi dizimada através de inúmeras reorganizações e redefinições. Ficou sob comando do ministro da segurança antes de incorporar o GUO (as duas instituições tiveram vida curta na ex-KGB durante a era Boris Yeltsin) e finalmente passou a fazer parte do MVD (ministério do interior). 
Entretanto, a militsiya não teve onde encaixar tal unidade. O orgulho dos integrantes da Vympel não poderia suportar tamanha humilhação de ser subordinado à polícia, e renunciou: dos 278 oficiais, apenas 57 aceitaram permanecer na MVD. A unidade foi renomeada para “Vega”.
Em 1995, o centro de operações especiais da FSB recebeu o controle da Vympel. O grupo recebeu seu nome antigo de volta e foi reintegrada dentro das estruturas do Serviço de Inteligência. A ênfase mudou de sabotagem clandestina para contraterrorismo e segurança nuclear. Os oficiais da Vympel foram submetidos a treinamento de dispositivos explosivos especiais, permitindo a eles usá-los como terroristas para cumprir suas operações. 
O treinamento físico incluía luta corporal, paraquedismo, mergulho, técnicas de combate aquático, alpinismo. Grupos regionalizados da Vympel foram instalados em cidades que tinham importância devido a instalações nucleares.
A Vympel (isto é, o diretório V do centro de operações especiais da FSB) ainda continua como uma unidade secreta. Pouco se sabe sobre sua atuação atualmente, com exceção da captura do líder checheno Salman Raduyev em março de 2000 e no caso do Crise de reféns da escola de Beslan em setembro de 2004.